# Árbol de Navidad de Trafalgar Square

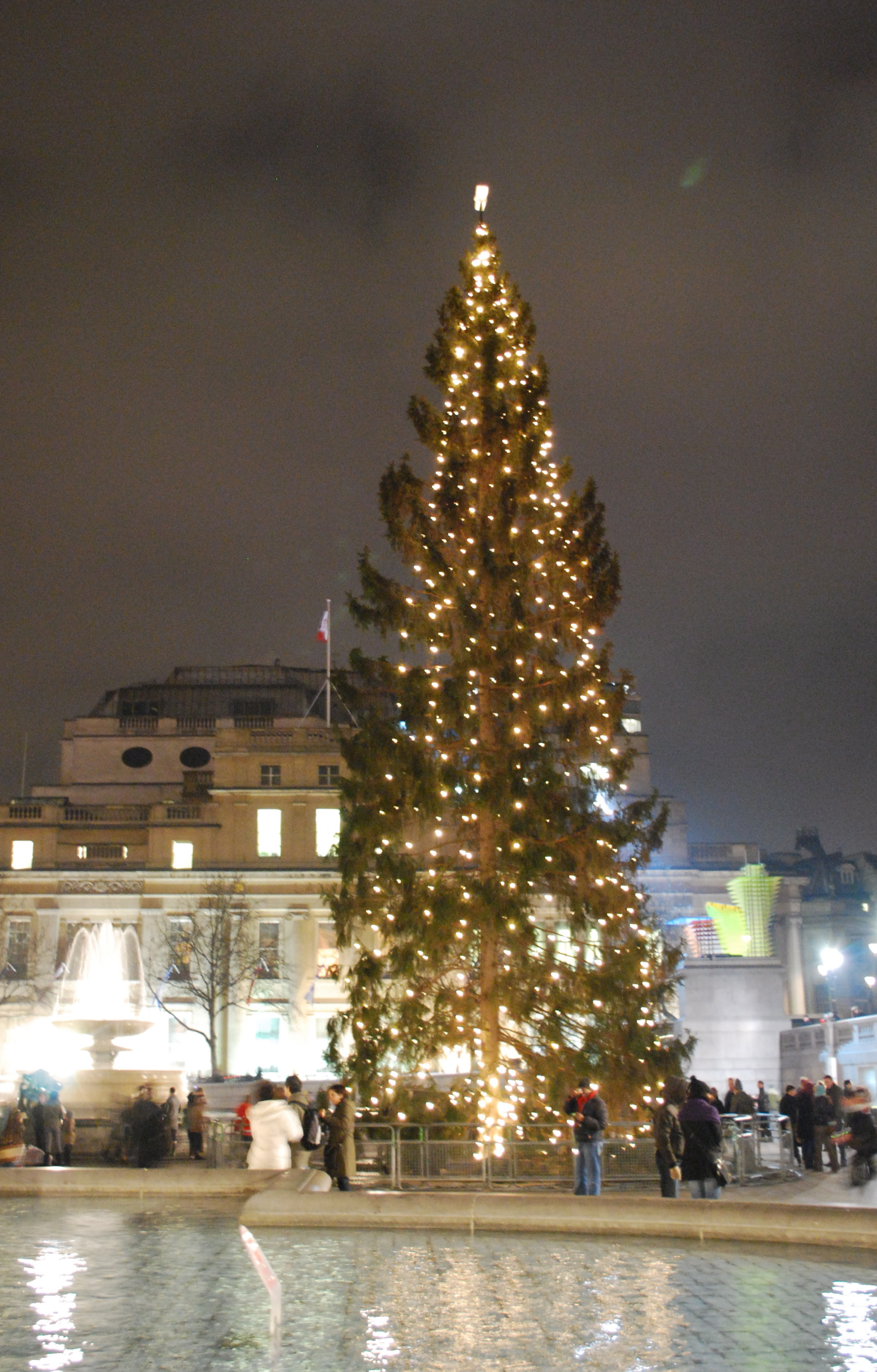
El árbol de Navidad de Trafalgar Square en 2008.

El árbol de Navidad de Trafalgar Square es un árbol de Navidad que la ciudad de Oslo regala a los habitantes de Londres cada año desde 1947.
El árbol permanece en la Trafalgar Square hasta justo antes de la Duodécima Noche, cuando lo desmontan para reciclarlo: se tritura y se convierte en abono para hacer mantillo.
El árbol es punto central para el tradicional programa de villancicos de Trafalgar Square, realizado por diferentes grupos que recaudan dinero para organizaciones civiles o caritativas.

## Historia

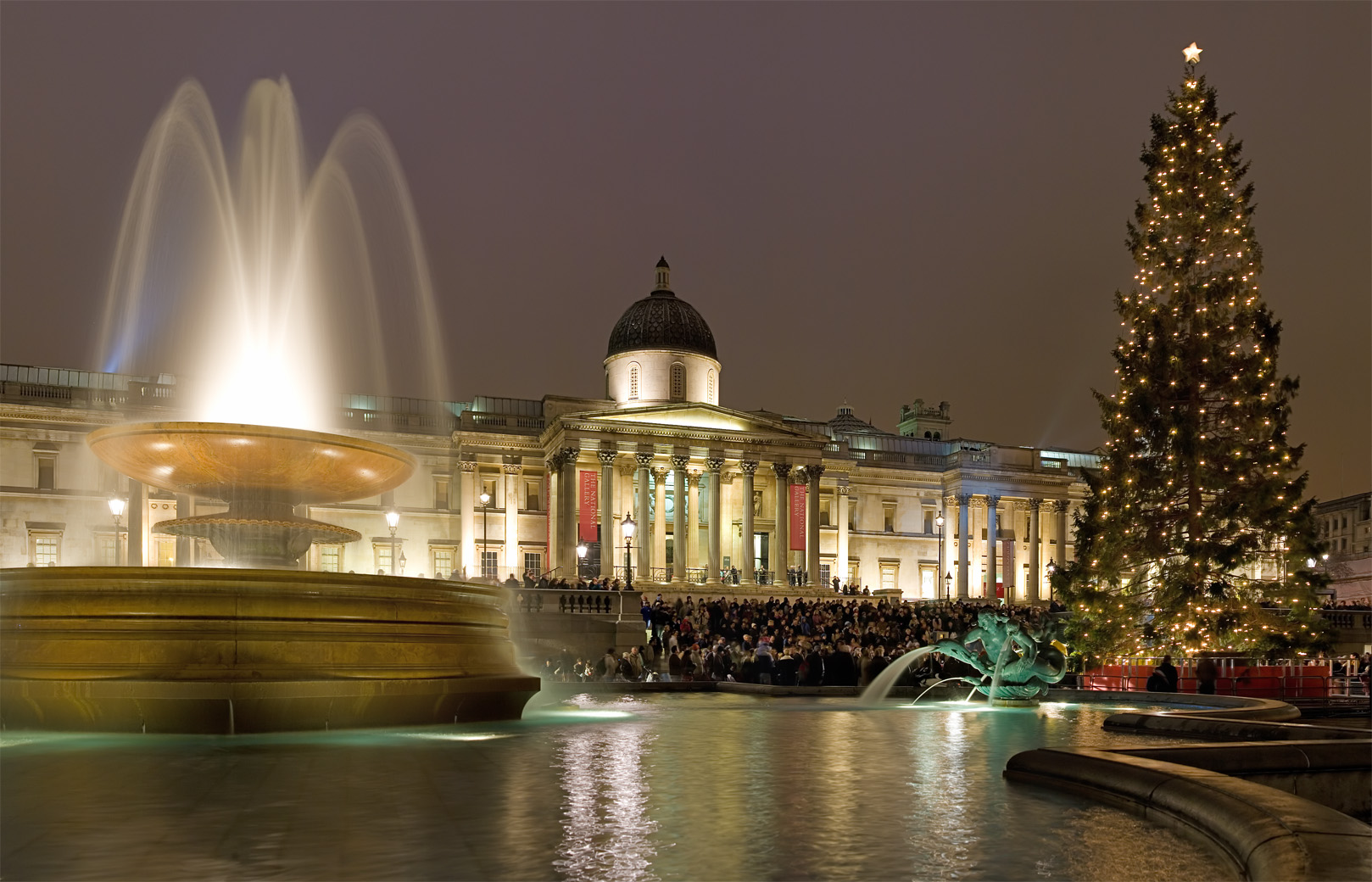
El árbol en 2006.

Desde 1942, cada año, Noruega regala un árbol de Navidad a Gran Bretaña como símbolo de agradecimiento por el apoyo británico durante la Segunda Guerra Mundial. El primer árbol fue talado en 1942 por Mons Urangsvåg, un miembro de la resistencia noruega, en una pequeña isla llamada Hisøy, frente a la costa oeste de Noruega. Ese árbol fue llevado a Inglaterra, donde el rey Haakon VII, exiliado en ese momento, lo recibió como un gesto especial. Desde entonces, un nuevo árbol ha crecido en el lugar donde estaba el original.

## El árbol
El árbol de Navidad de Trafalgar Square suele ser un abeto noruego de entre 50 y 60 años, generalmente de más de 20 metros de altura. El árbol se corta en Noruega en noviembre durante una ceremonia a la que asisten el embajador británico en Noruega, el alcalde de Oslo y el alcalde de Westminster. Una vez cortado el árbol, se envía al Reino Unido en barco a través del mar. En el pasado, era enviado a Felixstowe sin cargo alguno por un buque de carga de la Fred. Olsen Line. Al menos desde 2007, el árbol fue enviado a través del Mar del Norte hasta Immingham por la DFDS Tor Line. A partir de 2018, Radius Group se ha encargado de transportar, custodiar y erigir el árbol en Trafalgar Square.[cita requerida]
El árbol de Trafalgar Square está decorado al estilo tradicional noruego y adornado con 500 luces blancas.

En la base del árbol hay una placa con las siguientes palabras:
Este árbol fue donado por la ciudad de Oslo como muestra de gratitud noruega al pueblo de Londres por su ayuda durante los años 1940-45.

Desde 1947 se dona un árbol anualmente.

## Ceremonia de iluminación y villancicos

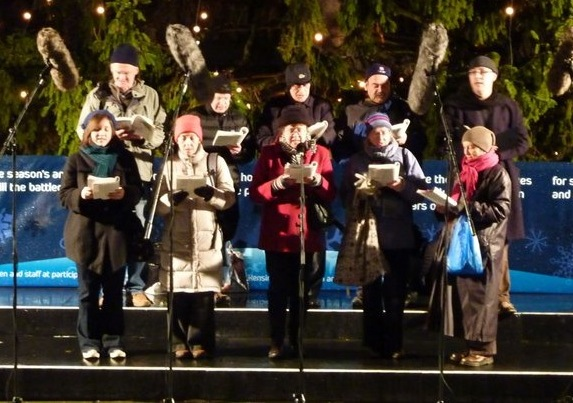
La Sociedad Coral de Lewisham cantando villancicos en diciembre de 2010.

La ceremonia de iluminación del árbol en Trafalgar Square tiene lugar el primer jueves de diciembre y asisten miles de personas. La ceremonia, dirigida por el alcalde de Westminster, incluye una banda y un coro seguido del encendido de las luces navideñas.
Tradicionalmente, el árbol proporciona un punto focal para los grupos de villancicos navideños.
Desde 2009, la The Poetry Society (en español: «La Sociedad de Poesía») encarga anualmente nuevos poemas para exhibirlos en pancartas alrededor de la base del árbol. En 2010, escolares también interpretaron uno de los poemas en la ceremonia de encendido del fuego.